# Sohaemus
Gaius Julius Sohaemus (2de eeuw na Chr.) was koning van Armenië van ca. 140 tot ca. 180 met een onderbreking van twee jaar.

## Eerste regeerperiode
Sohaemus was afkomstig van een adellijke-priesterlijke dynastie uit Emesa. Sinds eeuwen is het Koninkrijk Armenië een twistappel tussen Romeinen en Parthen. Sinds de inval de Romeinse keizer Trajanus liepen de Parthen in het gareel. De verhouding tussen de Parthische koning Vologases III met de Romeinen verliep goed. Vermoedelijk had Vologases III geen mannelijke opvolgers. Toen koning Vologases I van Armenië rond  140 stierf, schoven de Romeinen een compromisfiguur naar voor, Sohaemus.

## Tweede regeerperiode
Toen Vologases III op zijn beurt stierf werd hij opgevolgd door Vologases IV, de zoon van zijn aartsrivaal Mithridates IV. Vologases IV was een oorlogszuchtig man en in de beginjaren van zijn koningschap veroverde hij Charakene. Na de dood van keizer Antoninus Pius in 161, zette hij zijn zoon Bakur op de Armeense troon, het begin van de Romeins-Parthische Oorlog (161-166). Na twee jaar had Sohaemus zijn troon terug.
Na de dood van keizer Marcus Aurelius in 180 plaatste Vologases IV alsnog zijn zoon Vologases op de Armeense troon.